# 하용석
하용석(河勇奭, 1966년 6월 23일 ~ )은 전 KBO 리그 야구 선수의 포수이다.

## 출신학교
- 한양대학교 신문방송학과 85학번
- 경북고등학교
- 대구중학교
- 대구 수창국민학교

## 참조
하용석은 1966년에 문경에서 2남1녀 중 차남으로 태어났다. 야구를 처음 시작한 것은 대구 수창국민학교 4학년 때, 야구를 좋아하는 아버지의 권유 때문이었다. 당시 선경지명이 있던 아버지는 장차 한국에서도 프로야구가 시작될 것으로 예견하며, 야구를 장래 유망한 스포츠 중에 하나로 여겼다. 그때부터 부모는 물심양면으로 하용석의 야구생활을 뒷바라지하였다.